# Brocards förmodan
| n                                                                                    | {\displaystyle p_{n}} | {\displaystyle p_{n}^{2}} | Primtal                    | {\displaystyle \Delta } |
| ------------------------------------------------------------------------------------ | --------------------- | ------------------------- | -------------------------- | ----------------------- |
| 1                                                                                    | 2                     | 4                         | 5, 7                       | 2                       |
| 2                                                                                    | 3                     | 9                         | 11, 13, 17, 19, 23         | 5                       |
| 3                                                                                    | 5                     | 25                        | 29, 31, 37, 41, 43, 47     | 6                       |
| 4                                                                                    | 7                     | 49                        | 53, 59, 61, 67, 71, …      | 15                      |
| 5                                                                                    | 11                    | 121                       | 127, 131, 137, 139, 149, … | 9                       |
| {\displaystyle \Delta } betecknar {\displaystyle \pi (p_{n+1}^{2})-\pi (p_{n}^{2})}. |                       |                           |                            |                         |

Inom talteori är Brocards förmodan en förmodan som säger att det finns åtminstone fyra primtal mellan (pn)2 och (pn+1)2, för n > 1, där pn betecknar det n:te primtalet. Den allmänna åsikten är att förmodandet är sann, men för tillfället (januari 2014) är den obevisad.
Antalet primtal mellan primtalens kvadrater är:
2, 2, 5, 6, 15, 9, 22, 11, 27, 47, 16, 57, 44, 20, 46, 80, 78, 32, 90, 66, 30, 106, 75, 114, 163, 89, 42, 87, 42, 100, 354, 99, 165, 49, 299, 58, 182, 186, 128, 198, 195, 76, 356, 77, 144, 75, 463, 479, 168, 82, 166, 270, 90, 438, 275, 274, 292, 91, 292, 199, 99, …  A050216.